# Белведере-Пјано Тавола
Белведере-Пјано Тавола је насеље у Италији у округу Катанија, региону Сицилија.
Према процени из 2011. у насељу је живело 1574 становника. Насеље се налази на надморској висини од 298 м.